# Deux enfants taquinant un chat
Deux enfants taquinant un chat est une peinture à l'huile sur toile réalisée vers 1587-1588 par l'artiste italien Annibale Carracci. La toile est conservée au Metropolitan Museum of Art de New York, qui l'a acquise en 1994.

## Attribution
Auparavant attribuée à son frère Agostino Carracci, l'historien de l'art Roberto Longhi lui a donné son attribution actuelle, désormais largement acceptée. Aucun document ne subsiste et sa datation est donc purement stylistique. Cela la place dans la relative jeunesse de l'artiste, alors qu'il produisait encore plusieurs œuvres de genre. L'influence du Tintoret et d'autres artistes vénitiens est claire, permettant de la dater de la fin des années 1580, époque à laquelle l'artiste est connu pour avoir séjourné à Venise.

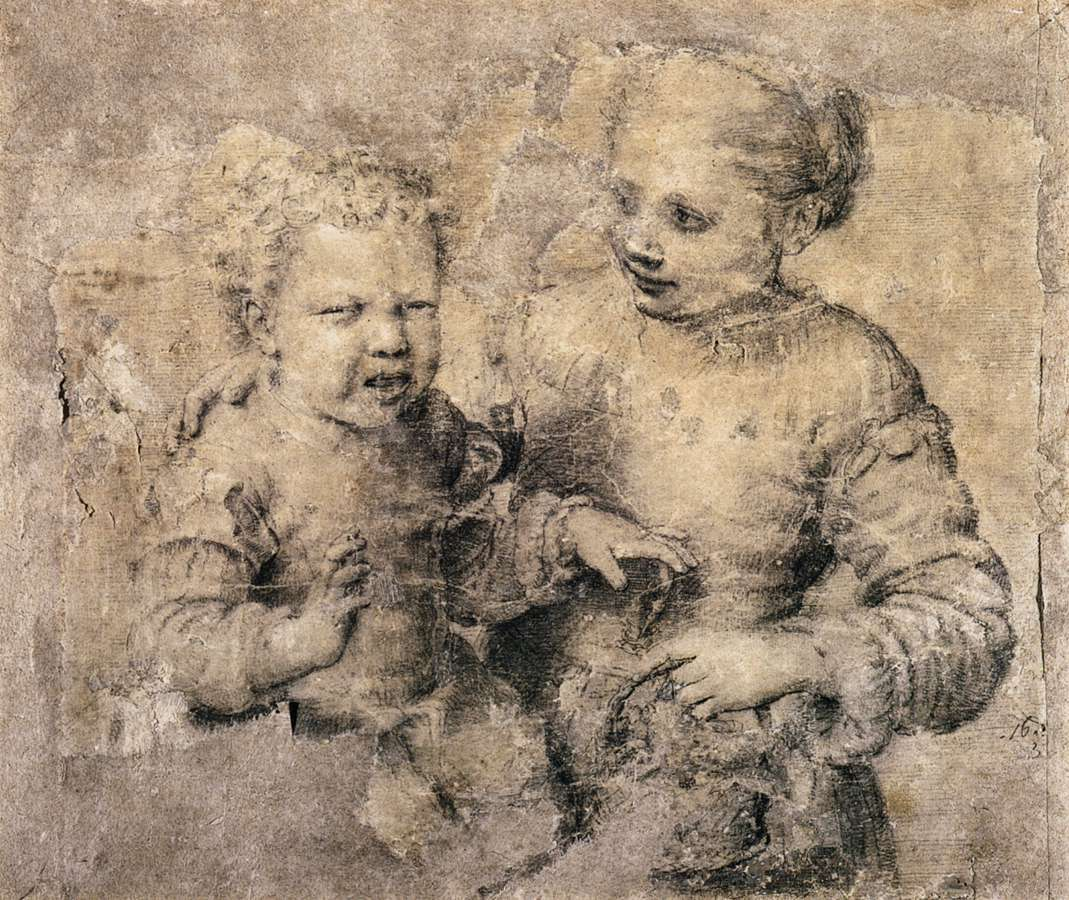
Sofonisba Anguissola, Garçon mordu par une crevette, v. 1554, Musée de Capodimonte, Naples.